# Camarera mayor de Palacio

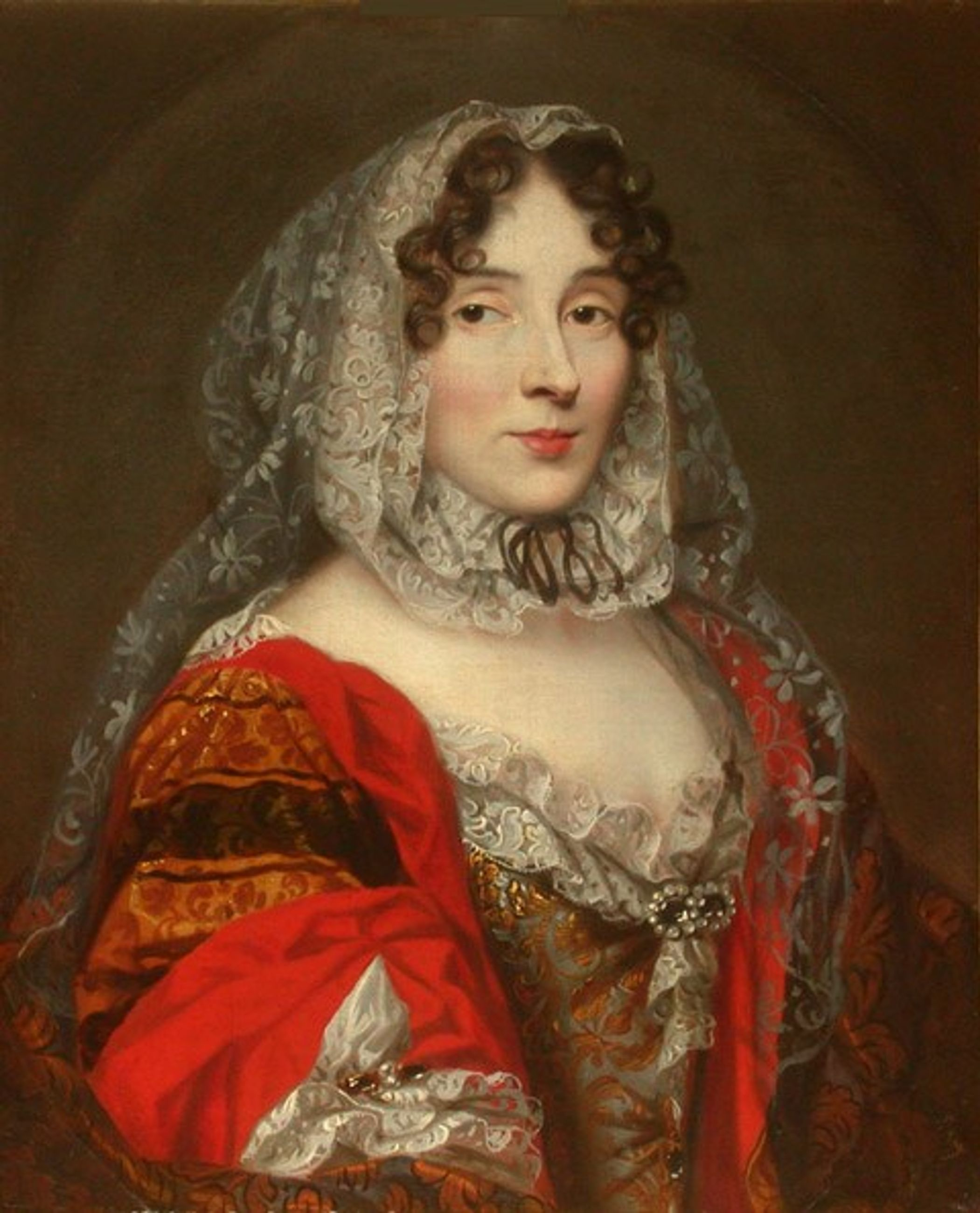
Marie-Anne, plus tard princesse des Ursins.

La Camarera mayor de Palacio (femme de chambre en chef du palais) était la fonctionnaire de la Maison royale et du Patrimoine de la couronne d'Espagne chargée de la personne et des chambres de la reine d'Espagne. Jusqu'à sa disparition en 1931, c'est le plus haut poste au service de la couronne d'Espagne pour une femme.

## Origine et fonctionnement aux XVIIeet XVIIIesiècles
Cet office a été créé en 1526 lorsque, sous la dynastie des Habsbourg, la Cour royale espagnole est façonnée d'après la Cour de Bourgogne. Charles Quint, empereur du Saint-Empire et roi d'Espagne, importe l'étiquette de la Cour de sa grand-mère paternelle Marie de Bourgogne et nomme la première « Camarera mayor de Palacio » pour son épouse, l'Impératrice Isabelle de Portugal.
La principale responsabilité de la « Camarera mayor de Palacio » était de gérer tout ce qui était lié au service à la Reine. Elle avait autorité sur les différentes dignités et serviteurs qui composaient son personnel. Sa première obligation était l'assistance personnelle de la Souveraine. Elle devait l'accompagner à tout moment, jusqu'à dormir dans sa chambre, quand le Roi ne le faisait pas. Elle était responsable des fournisseurs de vêtements et dirigeait l'habillage formel de la reine. Elle avait également le devoir de livrer l'eau et la serviette à la Reine lors de la toilette du matin. Toutes ces fonctions conféraient à la « Camarera mayor » une grande intimité avec la reine, ainsi qu'une grande influence sur elle.

## Régime aux XIXeet XXesiècles
Dans la structure de la Maison Royale, l'office de « Camarera mayor de Palacio » avait la même importance que celui du « Mayordomo mayor (en) » (Grand intendant). Seule une femme avec le grade de Grande d'Espagne pouvait être nommée pour cet office, et elle était choisie parmi les « Damas de la Reina » (Dames de la Chambre à coucher) les plus anciennes. La « Camarera mayor de Palacio » était responsable de tout ce qui concernait l'étiquette et l'organisation de la Maison de la Reine, aidée par le Mayordomo mayor de la Reine.
Elle avait entre autres fonctions le rôle de signaler les dates des audiences à la reine et l'accompagnait à chaque cérémonie.
Les personnes sous les ordres de la « Camarera mayor de Palacio » étaient les « Damas de la Reina » et les « Damas al servicio particular de la Reina ».
Un salaire annuel de 6 000 pesetas lui était affecté, et elle avait un bureau privé au Palais Royal de Madrid.
Elle a été surnommée « Excelentísima señora Camarera mayor de Palacio ».
Ce poste a été supprimé en 1931 après la proclamation de la Seconde République espagnole et n'a pas été recréé après la restauration de la monarchie en 1975.

## Liste des «Camareras Mayores» des reines d'Espagne entre 1526 et 1931

### «Camarera mayor» de l'impératriceIsabelle de Portugal, 1526-1539
- 1526-1546 : Leonor de Castro y Meneses, duchesse de Gandia, grande d'Espagne

### «Camareras mayores» de la reineAnne d'Autriche, 1570-1580
- 1570-1571 : Aldonza de Bazán, marquise de Fromista, grande d'Espagne
- 1571-1576 : María Ángela de Aragón y Guzmán, marquise de Berlanga, grande d'Espagne
- 1576-1580 : Francisca de Rojas y Sandoval, comtesse de Paredes de Nava, grande d'Espagne

### «Camareras mayores» de la reineMarguerite d'Autriche, 1601-1611
- 1601-1603 : Catalina de la Cerda, duchesse de Lerma, grande d'Espagne
- 1603-1611 : Catalina de Sandoval, comtesse de Lemos, grande d'Espagne

### «Camareras mayores» de la reineÉlisabeth de France, 1615-1644
- 1615-1621 : Catalina de Sandoval, comtesse de Lemos, grande d'Espagne
- 1621-1627 : Juana Enriquez de Velasco, duchesse de Gandia, grande d'Espagne
- 1627-1643 : Inés de Zúñiga, comtesse d'Olivares (es), grande d'Espagne

### «Camareras mayores» de la reineMarie-Anne d'Autriche, 1649-1665
- 1649-1653 : Ana de Cardona y Aragón, comtesse de Medellín, grande d'Espagne
- 1654-1659 : Elvira Ponce de León, marquise de Villanueva de Valdueza
- 1660-1665 : Margarita Zapata de Mendoza, comtesse de Priego, grande d'Espagne

### «Camareras mayores» de la reineMarie-Louise d'Orléans, 1679-1689
- 1679-1680 : Juana de Aragón y Cortés, duchesse de Terranova, grande d'Espagne
- 1680-1689 : Juana de Armendáriz, duchesse douairière d’Albuquerque, grande d'Espagne

### «Camareras mayores» de la reineMarie-Anne de Neubourg, 1689-1701
- 1689-1696 : Juana de Armendáriz, duchesse douairière d’Albuquerque, grande d'Espagne
- 1696-1701 : María Teresa de Benavides, duchesse de Frías, grande d'Espagne

### «Camareras mayores» de la reineMarie- Louise de Savoie, 1700-1714
- 1702-1704 : Marie-Anne de La Trémoille, princesse des Ursins
- 1704-1706 : María Alberta de Castro, duchesse de Béjar, grande d'Espagne
- 1706-1714 : Marie-Anne de La Trémoille, princesse des Ursins

### «Camarera mayor» de la reineÉlisabeth Farnèse, 1714-1724
- 1714-1724 : Ángela Foch de Aragón, comtesse douairière d'Altamira, grande d'Espagne

### «Camarera mayor» de la reineLouise Élisabeth d'Orléans, 1724
- 1724 : Ángela Foch de Aragón, comtesse douairière d'Altamira, grande d'Espagne

### «Camareras mayores» de la reineÉlisabeth Farnèse, 1724-1746
- 1724-1737 : Ángela Foch de Aragón, comtesse douairière d'Altamira, grande d'Espagne
- 1737-1746 : Laura Castelví y Coloma, marquise douairière de Torrecuso

### «Camarera mayor» de la reineMarie-Barbara de Portugal, 1746-1758
- 1746-1759 : Rosa María de Castro, marquise d'Aytona, grande d'Espagne

### «Camarera mayor» de la reineMarie-Amélie de Saxe, 1759-1760
- 1759-1760 : Rosa María de Castro, marquise d'Aytona, grande d'Espagne

### «Camareras mayores» de la reineMarie-Louise de Bourbon-Parme, 1788-1808
- 1788-1793 : Florentina de Pizarro Picolomino, marquise douairière de Bélgida, grande d'Espagne
- 1792-1808 : María Isidra de la Cerda y Guzmán, duchesse de Nájera, grande d'Espagne

### «Camarera mayor» de la reineMarie-Isabelle de Portugal, 1814-1818
- 1814-1818 : Antonia Fernández de Cordoba Sarmiento, comtesse de la Puebla del Maestre, grande d'Espagne

### «Camareras mayores» de la reineMarie-Josèphe de Saxe, 1818-1829
- 1819-1823 : Maria Josefa Contreras y Vargas Machuca, comtesse d'Alcudia, grande d'Espagne
- 1823-1829 : María Cayetana Acuña y Dewitte, marquise de Bedmar, grande d'Espagne

### «Camarera mayor» de la reineMarie-Christine de Bourbon-Siciles, 1829-1833
- 1829-1834 : María Cayetana Acuña y Dewitte, marquise de Bedmar, grande d'Espagne

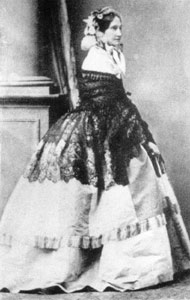
María Manuela Kirkpatrick, qui, après en avoir quitté la fonction, a été gratifiée par Isabelle II des « honneurs et considérations de Camarera Mayor » pour le restant de son règne.

### «Camareras mayores» de la reineIsabelle II, 1833-1868
- 1834-1841 : Joaquina María del Pilar Téllez-Girón y Alfonso Pimentel (es), marquise de Santa Cruz de Mudela, grande d'Espagne
- 1841-1842 : Luisa Álvarez de las Asturias Bohórquez y Guiráldez, marquise de Bélgida, grande d'Espagne
- 1842-1843 : Juana de Vega (gl), comtesse d'Espoz y Mina
- 1843-1847 : Joaquina María del Pilar Téllez-Girón y Alfonso Pimentel (es), marquise de Santa Cruz de Mudela, grande d'Espagne
- 1847-1848 : María Manuela Kirkpatrick de Closeburn, comtesse de Montijo, grande d'Espagne
- 1848-1854 : María de la O Guiráldez y Cañas, duchesse de Gor, grande d'Espagne
- 1855-1866 : Rosalía Ventimiglia y Moncada d'Aragona, duchesse de Berwick et Alba, grande d'Espagne
- 1866-1867 : María de la O Guiráldez y Cañas, duchesse de Gor, grande d'Espagne
- 1867-1868 : María de la Encarnación Álvarez de las Asturias Bohórquez y Guiráldez, marquise de Novaliches, grande d'Espagne

### «Camarera mayor» des reinesMercedes d'OrléansetMarie-Christine d'Autriche, 1875-1884
- 1875-1884 : María de la Encarnación Fernández de Córdoba y Álvarez de las Asturias Bohorques, marquise de Santa Cruz de Mudela, grande d'Espagne

### «Camareras mayores» de la reineMarie- Christine d'Autriche, 1884-1906
- 1884-1888 : María Eulalia Osorio de Moscoso y Carvajal, duchesse de Medina de las Torres, grande d'Espagne
- 1888-1905 : María Soledad Fernández de Córdoba y Alagón, comtesse de Sástago, grande d'Espagne
- 1905-1906 : María Luisa Cárvajal y Dávalos, duchesse de San Carlos, marquise de Santa Cruz de Mudela, grande d'Espagne

### «Camarera mayor» de la reineVictoire-Eugénie de Battenberg, 1906-1931
- 1906-1931 : María Luisa Cárvajal y Dávalos, duchesse de San Carlos, marquise veuf de Santa Cruz de Mudela, grande d'Espagne

## «Camareras mayores» de la reine mèreMarie-Christine d'Autriche, 1906-1929
Pendant le règne du roi Alphonse XIII et après son mariage a été créée la fonction de « Camarera mayor de la Reina Madre » pour sa mère Marie-Christine d'Autriche. Cet office a été successivement occupé par :
- 1906-1923 : Maria Natividad Quindos Villaroel, duchesse de La Conquista, marquise de San Saturnino, grande d'Espagne
- 1923-1929 : Maria Concepcion Martos Zabalburu, comtesse de Heredia Spinola, grande d'Espagne

## Voir également
- Chief Court Mistress (en), équivalent néerlandais, allemand, scandinave et russe
- Maîtresse de la garde-robe, équivalent britannique
- Première dame d'honneur, équivalent français
- Surintendante de la Maison de la Reine, équivalent français

## Sources
- (en) Cet article est partiellement ou en totalité issu de l’article de Wikipédia en anglais intitulé « Camarera mayor de Palacio » (voir la liste des auteurs).

- Enciclopedia universal ilustrada europeo-americana. Tome 49. Hijos de J. Espasa, Editores.1923
- Archivo General de Palacio (en) (AGP)  . Patrimonio Nacional. Section Personnelle